# Сисил (Охајо)
Сисил (енгл. Cecil) град је у америчкој савезној држави Охајо.

## Демографија
По попису из 2010. године број становника је 188, што је 28 (-13,0%) становника мање него 2000. године.
| Група             | 2000.       | 2010.       |
| Белци             | 209 (96,8%) | 170 (90,4%) |
| Афроамериканци    | 0 (0,0%)    | 5 (2,7%)    |
| Азијати           | 0 (0,0%)    | 0 (0,0%)    |
| Хиспаноамериканци | 3 (1,4%)    | 9 (4,8%)    |
| Укупно            | 216         | 188         |